# Lijst van voetbalinterlands Barbados - Saint Lucia
Deze lijst van voetbalinterlands is een overzicht van alle officiële voetbalwedstrijden tussen de nationale teams van Barbados en Saint Lucia. De landen speelden tot op heden negen keer tegen elkaar. De eerste ontmoeting, een kwalificatiewedstrijd voor de Caribbean Cup 1990, werd gespeeld in Bridgetown op 15 april 1990. Het laatste duel, een kwalificatiewedstrijd voor het Wereldkampioenschap voetbal 2026, vond plaats op 10 juni 2025 in Gros Islet.

## Wedstrijden
| № | Plaats         | Datum            | Competitie                      | Wedstrijd              | Uitslag |
| - | -------------- | ---------------- | ------------------------------- | ---------------------- | ------- |
| 1 | Bridgetown     | 15 april 1990    | Caribbean Cup 1990 kwalificatie | Barbados – Saint Lucia | 1 – 0   |
| 2 | Bridgetown     | 30 april 1995    | Caribbean Cup 1995 kwalificatie | Barbados – Saint Lucia | 1 – 1   |
| 3 | Castries       | 7 mei 1995       | Caribbean Cup 1995 kwalificatie | Saint Lucia – Barbados | 2 – 1   |
| 4 | Bridgetown     | 18 maart 1998    | Caribbean Cup 1998 kwalificatie | Saint Lucia – Barbados | 2 – 1   |
| 5 | Bridgetown     | 6 oktober 2002   | Vriendschappelijk               | Barbados – Saint Lucia | 3 – 2   |
| 6 | Bridgetown     | 21 augustus 2011 | Vriendschappelijk               | Barbados – Saint Lucia | 4 – 0   |
| 7 | Saint George's | 3 juli 2017      | Vriendschappelijk               | Barbados − Saint Lucia | 1 − 1   |
| 8 | Kingstown      | 6 maart 2019     | Vriendschappelijk               | Barbados − Saint Lucia | 2 − 0   |
| 9 | Gros Islet     | 10 juni 2025     | WK 2026 kwalificatie            | Saint Lucia − Barbados | 2 − 1   |

## Samenvatting
| Competitie                 | Totaal gespeeld | Winst Barbados | Gelijk | Winst Saint Lucia | Doelsaldo Barbados – Saint Lucia |
| -------------------------- | --------------- | -------------- | ------ | ----------------- | -------------------------------- |
| WK-kwalificatie            | 1               | 0              | 0      | 1                 | 1 − 2                            |
| Caribbean Cup-kwalificatie | 4               | 1              | 1      | 2                 | 4 − 5                            |
| Vriendschappelijk          | 4               | 3              | 1      | 0                 | 10 − 3                           |
| Totaal                     | 9               | 4              | 2      | 3                 | 15 − 10                          |

Wedstrijden bepaald door strafschoppen worden, in lijn met de FIFA, als een gelijkspel gerekend.